# Wissem Ben Yahia
Wissem Ben Yahia (París, Francia, 9 de septiembre de 1984) es un futbolista tunecino, que se desempeña como mediocampista y que actualmente milita, en el Mersin İdmanyurdu de la Superliga de Turquía.

## Selección nacional
Ha sido internacional con la Selección de fútbol de Túnez; donde hasta ahora, ha jugado 18 partidos internacionales y ha anotado 2 goles por dicho seleccionado. Incluso participó con su selección, en el Torneo masculino de fútbol en los Juegos Olímpicos de Atenas 2004, donde la selección de Túnez, quedó eliminado en la fase de grupos.

### Participaciones con la selección
| Copa                                                              | Sede                      | Resultado        |
| ----------------------------------------------------------------- | ------------------------- | ---------------- |
| Torneo masculino de fútbol en los Juegos Olímpicos de Atenas 2004 | Grecia                    | Primera ronda    |
| Campeonato Africano de Naciones de 2011                           | Sudán                     | Campeón          |
| Copa Africana de Naciones de 2012                                 | Gabón y Guinea Ecuatorial | Cuartos de final |
| Copa Africana de Naciones de 2013                                 | Sudáfrica                 | Primera ronda    |

## Clubes
| Club              | País    | Año           |
| ----------------- | ------- | ------------- |
| Club Africain     | Túnez   | 2006-2011     |
| Mersin İdmanyurdu | Turquía | 2011-presente |

## Palmarés

### Campeonatos internacionales
| Título                          | Equipo | Sede  | Edición |
| ------------------------------- | ------ | ----- | ------- |
| Campeonato Africano de Naciones | Túnez  | Sudán | 2011    |